# علاقات فرنسا الفيشية الخارجية
سرعان ما اكتسبت الدولة الفرنسية، المعروفة شعبيًا باسم فرنسا الفيشية، بقيادة المارشال فيليب بيتان بعد سقوط فرنسا في عام 1940 قبل ألمانيا النازية، اعتراف الحلفاء، وكذلك الاتحاد السوفيتي، حتى 30 يونيو 1941 وعملية بارباروسا. لكن فرنسا انفصلت عن المملكة المتحدة بعد تدمير الأسطول الفرنسي في مرسى الكبير حافظت كندا على العلاقات الدبلوماسية حتى احتلال ألمانيا وإيطاليا لجنوب فرنسا (كيس أنطون) في نوفمبر 1942.

## العلاقات مع دول المحور

### ألمانيا
تضمنت الهدنة التي أعقبت هزيمة ألمانيا لفرنسا في يونيو 1940 العديد من الأحكام، وكلها مضمونة إلى حد كبير من خلال السياسة الألمانية المتمثلة في الاحتفاظ بمليوني أسير حرب فرنسي في ألمانيا كرهائن فعليًا. ومع أن فرنسا الفيشية كانت تسيطر اسميًا على كل فرنسا - باستثناء الألزاس لورين - فقد سيطر الألمان عمليًا على أكثر من نصف البلاد، بما في ذلك السواحل الشمالية والغربية والشمال الشرقي الصناعي ومنطقة باريس. سيطرت حكومة بيتان في فيشي على الباقي حتى نوفمبر 1942، عندما استولت عليها ألمانيا. في تلك المرحلة، أصبح نظام فيشي بالكامل دمية في يد المحتلين الألمان. أرادت ألمانيا المواد الغذائية والمعادن والمنتجات الصناعية، وكذلك المتطوعين للعمل في المصانع الألمانية. سُمح لفيشي بالسيطرة على مستعمراتها الأجنبية - إلى الحد الذي يمكنها من الدفاع عنها ضد الفرنسيين الأحرار - وكذلك أسطولها، إلى الحد الذي يمكنها من الدفاع عنه ضد الهجمات البحرية البريطانية. كانت بلدة مونتوار سور لو لوار الصغيرة مسرحًا لاجتماعين. في 22 أكتوبر 1940، التقى بيير لافال بهتلر لعقد اجتماع في 24 أكتوبر بين هتلر وبيتان. انتهى الأمر بمصافحة بين الاثنين، لكن في الواقع كانت مناقشاتهما عامة تمامًا ولم يتم اتخاذ أي قرارات. أعجب هتلر بالتزام بيتان بالدفاع عن الإمبراطورية الفرنسية. انتشرت شائعات كاذبة بأن فرنسا قدمت تنازلات كبيرة فيما يتعلق بالمستعمرات والسيطرة الألمانية على الموانئ الفرنسية والأسطول الفرنسي. ومع ذلك، لم تنضم فيشي فرنسا أبدًا إلى تحالف المحور.

### إيطاليا
تم تنظيم علاقات فيشي مع إيطاليا من خلال الهدنة الفرنسية الإيطالية (25 يونيو 1940) وأشرفت عليها لجنة الأسلحة الإيطالية مع فرنسا. تم إرسال وفود إيطالية إلى الأراضي التي تسيطر عليها فيشي في الجزائر وجيبوتي والمغرب وسوريا وتونس.

## العلاقات مع قوات الحلفاء

### أستراليا
حافظت أستراليا، حتى نهاية الحرب، على علاقات دبلوماسية كاملة مع نظام فيشي ودخلت أيضًا في علاقات دبلوماسية كاملة مع فرنسا الحرة.

### كندا
حافظت كندا على علاقات دبلوماسية كاملة مع نظام فيشي، حتى الاحتلال الألماني الكامل للبلاد في بداية نوفمبر 1942.

### الصين
واصلت فرنسا الفيشية الحفاظ على العلاقات مع حكومة جمهورية الصين بقيادة شيانج كاي شيك المنفي إلى تشونغتشينغ في الداخل الصيني بعد سقوط العاصمة نانجينغ لليابانيين في عام 1937. تم اعتماد الدبلوماسيين الفرنسيين في جميع أنحاء البلاد لدى حكومة تشونغتشينغ. قاوم نظام فيشي الضغط الياباني للاعتراف بالحكومة اليابانية الدمية المعاد تنظيمها للصين التي أنشأها وانغ جين وي في عام 1940 في نانجينغ المحتلة، رغم قيام المحور بذلك.

### المملكة المتحدة
كان شرط الهدنة (22 يونيو 1940) أن تحتفظ فرنسا بالبحرية الفرنسية تحت شروط صارمة. تعهدت حكومة بيتان بأن الأسطول لن يقع أبدًا في أيدي الألمان، لكنها رفضت إرسال الأسطول بعيدًا عن متناول ألمانيا، إما إلى بريطانيا، أو حتى إلى مناطق بعيدة من الإمبراطورية الفرنسية، مثل جزر الهند الغربية. لم يكن هذا أمنًا كافيًا بالنسبة إلى ونستون تشرشل، الذي كان يخشى أن ينتهي الأمر بالأسطول الفرنسي في أيدي الألمان وأن يتم استخدامه ضد السفن البريطانية، والتي كانت ضرورية للحفاظ على الشحن والاتصالات في جميع أنحاء العالم.
تم الاستيلاء على السفن الفرنسية في الموانئ البريطانية من قبل البحرية الملكية. تم توجيه نائب الأدميرال سومرفيل، مع القوة H تحت قيادته، للتعامل مع السرب الكبير في ميناء المرسى الكبير بالقرب من وهران في يوليو 1940. تم عرض شروط مختلفة على السرب الفرنسي، لكنها رفضت جميعها. ونتيجة لذلك، فتحت القوة H النار على السفن الفرنسية، مما أسفر عن مقتل 1،297 فردًا عسكريًا فرنسيًا، بما في ذلك ما يقرب من 1،000 بحار فرنسي عندما انفجرت السفينة بريتاني. تم اعتقال السرب الفرنسي في الإسكندرية، بقيادة الأدميرال رينيه إميل جودفروي، بشكل فعال حتى عام 1943 بعد التوصل إلى اتفاق مع الأدميرال أندرو براون كننغهام، قائد أسطول البحر الأبيض المتوسط.
بعد أقل من أسبوعين من الهدنة، أطلقت بريطانيا النار على قوات حليفتها السابقة. كانت النتيجة صدمة واستياء تجاه بريطانيا داخل البحرية الفرنسية، ومن قبل عامة الشعب الفرنسي. وبشكل غير مفاجئ، قطعت فرنسا الفيشية العلاقات الدبلوماسية في 8 يوليو.

### الولايات المتحدة الأمريكية
منحت الولايات المتحدة الاعتراف الدبلوماسي الكامل لفرنسا الفيشية، وأرسلت الأدميرال وليام دي ليهي إلى فرنسا سفيرًا. كان الرئيس روزفلت ووزير الخارجية كورديل هل يأملان في استخدام النفوذ الأمريكي لتشجيع تلك العناصر في حكومة فيشي التي تعارض التعاون العسكري مع ألمانيا. أدت محاولات الولايات المتحدة للعمل مع نظام فيشي إلى توتر العلاقات الإنجليزية الأمريكية، حيث اعتبر البريطانيون أن نظام فيشي تابع بشدة لألمانيا النازية. كان الأمريكيون يأملون أيضًا في تشجيع فيشي على مقاومة مطالب الحرب الألمانية، مثل الأسطول والقواعد الجوية في سوريا تحت الانتداب الفرنسي أو نقل إمدادات الحرب عبر الأراضي الفرنسية في شمال أفريقيا. كان الموقف الأمريكي الأساسي هو أن فرنسا يجب ألا تتخذ أي إجراء غير مطلوب صراحةً بموجب شروط الهدنة يمكن أن يؤثر سلبًا على جهود الحلفاء في الحرب. أنهى الأمريكيون العلاقات عندما احتلت ألمانيا كل فرنسا في أواخر عام 1942.
كان الموقف الأمريكي تجاه فرنسا الفيشية وديغول مترددًا وغير متسق بشكل خاص. كره روزفلت شارل ديغول، واتفق مع وجهة نظر السفيرة ليهي بأنه «ديكتاتور مبتدئ».
واستعدادًا للهبوط في شمال أفريقيا في أواخر عام 1942، بحثت الولايات المتحدة عن حليف فرنسي كبير. لجأوا إلى هنري جيرو قبل وقت قصير من الهبوط في 8 نوفمبر 1942. وأخيرًا، بعد تحول فرانسوا دارلان نحو القوات الحرة، فقد تحركوا معه ضد ديغول. وقع الجنرال الأمريكي مارك دبليو كلارك من قيادة الحلفاء المشتركة صفقة مع الأدميرال دارلان في 22 نوفمبر 1942، وهي صفقة اعترف فيها الحلفاء بدارلان، كمفوض سام لشمال وغرب أفريقيا. اغتيل دارلان في 24 ديسمبر 1942، لذا استدارت واشنطن مرة أخرى نحو جيرو، الذي أصبح المفوض السامي لشمال وغرب أفريقيا الفرنسية. قام الوزير البريطاني المقيم هارولد ماكميلان بجمع ديغول وجيرو، وهما شخصيتان متباينتان ومعاديتان لبعضهما البعض، للعمل كرئيسين مشاركين للجنة التحرير الوطني. بنى ديغول قاعدة سياسية قوية، لكن جيرو فشل في القيام بذلك وحل محله ديغول.

### اتحاد الجمهوريات الاشتراكية السوفيتية
من منتصف عام 1940 حتى منتصف عام 1941، حافظ الاتحاد السوفيتي على العلاقات الدبلوماسية مع نظام فيشي. وفي مارس 1940، تم إعلان السفير السوفيتي في فرنسا، ياكوف سوريتس، شخصًا غير مرغوب فيه في البلد المضيف. بعد ذلك، حافظ القائم بالأعمال السوفيتي في فرنسا الفيشية، ألكسندر بوغومولوف، على اتصالات مع نظام فيشي. وفي مارس 1941، تمت ترقية بوغومولوف إلى سفير سوفيتي في فرنسا. وصل سفير فيشي لدى الاتحاد السوفيتي، غاستون بيرجري، إلى موسكو فقط في أواخر أبريل 1941. وفي يوليو 1941، قطع الاتحاد السوفيتي العلاقات الدبلوماسية مع فيشي فرنسا. أقيمت علاقات غير رسمية مع فرنسا الحرة في أغسطس 1941.

## قوات فرنسا الحرة وخطر الحرب الأهلية
لمواجهة نظام فيشي، أنشأ الجنرال شارل ديغول قوات فرنسا الحرة بعد نداءه في 18 يونيو 1940 الإذاعي. في البداية، كان ونستون تشرشل متناقضًا بشأن ديغول ولم يقطع العلاقات مع فرنسا الفيشية إلا عندما أصبح واضحًا أنها لن تقاتل الألمان. ومع ذلك، كان مقر فرنسا الحرة في لندن ممزقًا بالانقسامات الداخلية والغيرة.
كانت المشاركة الإضافية لقوات فرنسا الحرة في الحملة السورية اللبنانية مثيرةً للجدل داخل دوائر الحلفاء، فقد أثارت احتمال قيام الفرنسيين بإطلاق النار على فرنسيين ومخاوف من اندلاع حرب أهلية. بالإضافة إلى ذلك، كان يعتقد أن الفرنسيين الأحرار تعرضوا للشتم على نطاق واسع داخل الدوائر العسكرية لفرنسا الفيشية وأن قوات نظام فيشي في سوريا كانت أقل احتمالًا لمقاومة البريطانيين إذا لم يكونوا مصحوبين بعناصر من الفرنسيين الأحرار. ومع ذلك، أقنع ديغول تشرشل بالسماح لقواته بالمشاركة، لكن ديغول اضطر للموافقة على إعلان بريطاني فرنسي حر مشترك يعد بحصول سوريا ولبنان على الاستقلال الكامل في نهاية الحرب.

## مستعمرات فرنسا الفيشية
بينما انشق عدد قليل من المستعمرات الفرنسية إلى فرنسا الحرة على الفور، فقد ظلت أخرى موالية لفرنسا الفيشية. وبمرور الوقت، تميل غالبية المستعمرات إلى التحول إلى جانب الحلفاء بشكل سلمي ردًا على الإقناع وتغيير الأحداث. لكن هذا استغرق وقتًا. لم تنضم غوادلوب ومارتينيك في جزر الهند الغربية، وكذلك غويانا الفرنسية على الساحل الشمالي لأمريكا الجنوبية، إلى فرنسا الحرة حتى عام 1943. كان لدى المستعمرات الفرنسية الأخرى قرار تغيير الجوانب الذي تم فرضه بقوة أكبر.

### صراعات مع بريطانيا في داكار وسوريا ومدغشقر
في 23 سبتمبر 1940، أطلق البريطانيون معركة داكار، والمعروفة أيضًا باسم عملية الخطر، وهي جزء من حملة غرب أفريقيا. كانت عملية الخطر عبارة عن خطة للاستيلاء على ميناء داكار الاستراتيجي في غرب أفريقيا الفرنسي، الذي كان تحت سيطرة فرنسا الفيشية. دعت الخطة إلى تنصيب قوات فرنسا الحرة بقيادة الجنرال شارل ديغول في داكار. تفاجأ الحلفاء بحامية فيشية للدفاع عن المستعمرة، بعد أن توقعوا تغيير جانبهم دون معارضة. وبحلول 25 سبتمبر، انتهت المعركة، ولم تنجح الخطة، وظلت داكار تحت سيطرة فرنسا الفيشية. وخلال معركة داكار، شنت فيشي غارات انتقامية على جبل طارق، مما تسبب في أضرار طفيفة إلى حد ما ومقتل العديد من المدنيين. كانت طائرات نظام فيشي قد قصفت بالفعل جبل طارق في 18 يوليو انتقامًا للهجوم الذي وقع في مرسى الكبير. أضر الفشل في داكار بوقوف ديغول مع البريطانيين. تفاجأ هتلر بسرور بدفاع فرنسا الفيشية وسمح بزيادة حد هدنة جيش نظام فيشي. وبدلًا من ذلك، وضع الفرنسيون الأحرار أنظارهم على أفريقيا الاستوائية الفرنسية، والتي غيرت مواقفها سلميًا باستثناء الغابون الفرنسية. وقعت معركة الغابون بين القوات الحرة وقوات نظام فيشي إثر رفض الغابون لتغيير الجانب، وسرعان ما كانت تحت سيطرة فرنسا الحرة.
في يونيو 1941، جاءت نقطة الاشتعال التالية بين بريطانيا وفرنسا الفيشية عندما تم إخماد ثورة في العراق من قبل القوات البريطانية. تدخلت طائرات القوات الجوية الألمانية والإيطالية، التي انطلقت عبر السيطرة الفرنسية لسوريا، بأعداد صغيرة في القتال. لقد سلط ذلك الضوء على سوريا كتهديد للمصالح البريطانية في الشرق الأوسط. وبالتالي، غزت القوات البريطانية وقوات الكومنولث سوريا ولبنان في 8 يونيو. لقد عُرف هذا باسم الحملة السورية اللبنانية أو عملية المصدر. تم الاستيلاء على العاصمة السورية دمشق في 17 يونيو وانتهت الحملة التي استمرت خمسة أسابيع بسقوط بيروت وهدنة القديس جان داكري في 14 يوليو 1941. انشق 5،668 جنديًا فرنسيًا فيشيًا إلى فرنسا الحرة وأدت اتفاقية الهدنة إلى إعادة 37،563 من عسكريًا ومدنيًا إلى فرنسا. خيب هذا إلى حد ما أمل ديغول، الذي كان يتوقع المزيد من الانشقاق إلى جانبه.
ومن 5 مايو إلى 6 نوفمبر 1942، شنت القوات البريطانية عملية كبرى أخرى ضد أراضي فرنسا الفيشية، معركة مدغشقر. خشي البريطانيون من تستخدم البحرية الإمبراطورية اليابانية قد تستخدم مدغشقر كقاعدة وبالتالي ستشل التجارة والاتصالات البريطانية في المحيط الهندي. نتيجة لذلك، تعرضت مدغشقر للغزو من قبل القوات البريطانية وقوات الكومنولث. سقطت الجزيرة بسرعة نسبية وانتهت العملية بانتصار البريطانيين. مع ذلك غالبًا ما يُنظر إلى العملية على أنها تحويل غير ضروري للموارد البحرية البريطانية بعيدًا عن مسارح العمليات الأكثر حيوية. تم الاتفاق على استبعاد الفرنسيين الأحرار صراحة من العملية، بسبب التوترات التي نشأت عن قتال القوات الفرنسية فيما بينها في سوريا سابقًا.
ستستمر القوات البريطانية في الهجوم مع قوات فيشي خلال عملية الشعلة.

### الهند الصينية الفرنسية
في يونيو 1940، كان من الواضح أن سقوط فرنسا جعل السيطرة الفرنسية على الهند الصينية ضعيفة. تم قطع الإدارة الاستعمارية المعزولة عن المساعدة الخارجية والإمدادات الخارجية. وبعد الغزو الياباني في سبتمبر 1940، أُجبر الفرنسيون على السماح لليابانيين بإقامة قواعد عسكرية. أقنع هذا السلوك الخاضع على ما يبدو نظام اللواء بلايك بيبولسونجكرام، رئيس وزراء مملكة تايلاند، بأن فرنسا الفيشية لن تقاوم بجدية مواجهة مع تايلاند. وفي أكتوبر 1940، بدأت القوات العسكرية التايلاندية مناوشات حدودية عبر الحدود مع الهند الصينية، والتي تصاعدت إلى الحرب الفرنسية التايلاندية. تمت تسوية النزاع بوساطة يابانية في 9 مايو 1941، مع خسارة الهند الصينية الفرنسية أراضيها لتايلاند.
في مارس 1945، بعد تحرير البر الرئيسي الفرنسي بدا الوضع الحربي قاتمًا بشكل متزايد بالنسبة لليابانيين، فقد نفذوا انقلابًا في الهند الصينية الفرنسية وقاموا بحلها، وصنعوا دولًا دمية من الأجزاء المكونة لها.

### أرض الصومال الفرنسية
في المراحل الأولى من حملة شرق أفريقيا في عام 1940، حدثت مناوشات حدودية مستمرة بين القوات في أرض الصومال الفرنسي والقوات في شرق أفريقيا الإيطالية. وبعد سقوط فرنسا عام 1940، أعلنت أرض الصومال الفرنسية الولاء لفرنسا الفيشية. ظلت المستعمرة هكذا خلال الفترة المتبقية من حملة شرق أفريقيا، لكنها بقيت خارج هذا الصراع. استمر هذا حتى ديسمبر 1942. وبحلول ذلك الوقت، كان الإيطاليون قد هُزموا وعُزلت المستعمرة الفرنسية منذ ذلك الحين بسبب الحصار البريطاني. استعادت قوات فرنسا الحرة وقوات الحلفاء السيطرة على عاصمة المستعمرة جيبوتي في نهاية عام 1942.

### شمال أفريقيا الفرنسية
بدأ غزو الحلفاء لشمال أفريقيا الفرنسية والمغرب والجزائر وتونس في 8 نوفمبر 1942 بإنزالهم في المغرب والجزائر. بدأ الغزو، المعروف باسم عملية الشعلة، بعد أن ضغط الاتحاد السوفيتي على الولايات المتحدة وبريطانيا لبدء عمليات في أوروبا، وفتح جبهة ثانية للمساعدة في تخفيف ضغط القوات الألمانية على القوات الروسية. وبينما فضل القادة الأمريكيون الهبوط في أوروبا المحتلة في أقرب وقت ممكن (عملية المطرقة)، اعتقد القادة البريطانيون أن مثل هذه الخطوة ستنتهي بكارثة. تم اقتراح هجوم على شمال أفريقيا الفرنسية بدلًا من ذلك. كان هذا سيؤدي إلى طرد قوات دول المحور من شمال أفريقيا، وتحسين السيطرة البحرية على البحر الأبيض المتوسط، والإعداد لغزو جنوب أوروبا في عام 1943. اشتبه الرئيس الأمريكي فرانكلين ديلانو روزفلت في أن العملية في شمال أفريقيا ستستبعد غزو أوروبا عام 1943، لكنه وافق على دعم رئيس الوزراء البريطاني ونستون تشرشل.

## زعيم في شمال أفريقيا، 1942-1943

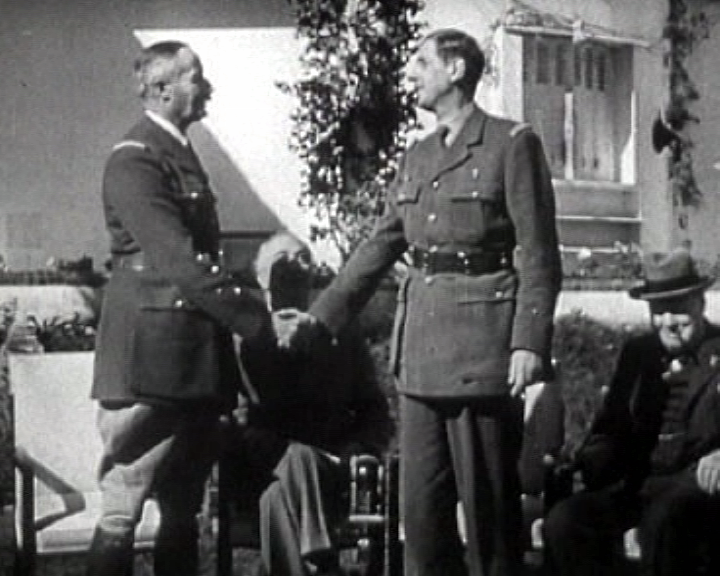
هنري جيرو وديغول خلال مؤتمر الدار البيضاء في يناير 1943

هبط الأدميرال فرانسوا دارلان في الجزائر العاصمة في اليوم السابق لعملية الشعلة. قَبل روزفلت وتشرشل دارلان، بدلًا من ديغول، قائدًا فرنسي في شمال أفريقيا. قبل دوايت دي أيزنهاور دارلان مفوضًا ساميًا لشمال أفريقيا وغرب أفريقيا الفرنسي، وهي الخطوة التي أغضبت ديغول، الذي رفض الاعتراف بوضع دارلان. وبعد أن وقع دارلان هدنة مع الحلفاء واستولى على السلطة في شمال أفريقيا، غزت ألمانيا فرنسا الفيشية في 10 نوفمبر 1942 (العملية المسماة كيس أنطون)، مما أدى إلى إغراق الأسطول الفرنسي في تولون.
كان الجنرال هنري جيرو قد انشق من نظام فيشي إلى الحلفاء ووجده روزفلت بديلًا مفضلًا لديغول. وصل جيرو إلى الجزائر العاصمة في 10 نوفمبر، ووافق على إخضاع نفسه لدارلان كقائد للجيش الفرنسي الأفريقي. ومع أنه كان الآن في معسكر الحلفاء، فقد حافظ دارلان على نظام فيشي القمعي في شمال أفريقيا، بما في ذلك معسكرات الاعتقال في جنوب الجزائر والقوانين العنصرية. كما أُجبر المعتقلون على العمل في سكة حديد ترانسساهرين. تمت «آرينة» الممتلكات اليهودية (أي سرقتها)، وتم إنشاء خدمة خاصة بشؤون اليهود، بإدارة بيير غازاني. تم منع العديد من الأطفال اليهود من الذهاب إلى المدرسة، وهو أمر لم تنفذه حتى فرنسا الفيشية في فرنسا الحضرية. اغتيل الأميرال في 24 ديسمبر 1942 في الجزائر العاصمة على يد مناصر الملكية الشاب بونييه دي لا شابيل، ربما كان جزءً من مؤامرة شارك فيها هنري، كونت باريس.
أصبح جيرو خليفة دارلان في أفريقيا الفرنسية بدعم من الحلفاء. حدث ذلك من خلال سلسلة من المشاورات بين جيرو وديغول. أراد الأخير متابعة منصب سياسي في فرنسا ووافق على أن يكون جيرو هو القائد الأعلى، باعتباره الشخص العسكري الأكثر تأهيلًا من الاثنين. من المشكوك فيه أنه أمر باعتقال العديد من قادة المقاومة الفرنسية الذين ساعدوا قوات أيزنهاور، دون أي احتجاج من قبل ممثل روزفلت، روبرت مورفي. في وقت لاحق، أرسل الأمريكيون جان موني لتقديم المشورة لجيرو والضغط عليه لإلغاء قوانين فيشي. وبعد مفاوضات صعبة للغاية، وافق جيرو على قمع القوانين العنصرية، وتحرير سجناء فيشي من معسكرات الاعتقال الجزائرية الجنوبية. أعاد الجنرال ديغول على الفور مرسوم Cremieux، الذي منح الجنسية الفرنسية لليهود في الجزائر والذي ألغاه نظام فيشي.
شارك جيرو في مؤتمر الدار البيضاء مع روزفلت وتشرشل وديغول في يناير 1943. ناقش الحلفاء استراتيجيتهم العامة للحرب، واعترفوا بالقيادة المشتركة لشمال أفريقيا من قبل جيرو وديغول. أصبح هنري جيرو وشارل ديغول بعد ذلك رئيسين مشاركين للجنة الفرنسية للتحرير الوطني، التي وحدت قوات فرنسا الحرة والأراضي التي يسيطرون عليها والتي تأسست في نهاية عام 1943. تمت استعادة الحكم الديمقراطي في الجزائر الفرنسية، وتحرر الشيوعيون واليهود من معسكرات الاعتقال.
كانت إدارة روزفلت باردة بشكل ملحوظ، إن لم تكن معادية، لديغول، خاصةً بسبب رفضه التعاون في غزو نورماندي في 6 يونيو 1944 (عملية أوفرلورد). في 23 أكتوبر 1944، ومع خروج قادة فيشي من الأراضي الفرنسية، اعترفت الولايات المتحدة وبريطانيا والاتحاد السوفيتي رسميًا بالحكومة المؤقتة للجمهورية الفرنسية، برئاسة ديغول، كحكومة شرعية لفرنسا.

## قراءة معمقة
- Atkin, Nicholas: Pétain, Longman, 1997.
- Azema, Jean-Pierre: From Munich to Liberation 1938-1944 (The Cambridge History of Modern France), 1985.
- Blumenthal, Henry: Illusion and Reality in Franco-American Diplomacy, 1914–1945, 1986.
- Christofferson, Thomas R., and Michael S. Christofferson: France during World War II: From Defeat to Liberation, (2nd ed.) 2006 206pp; brief introduction online edition نسخة محفوظة 14 ديسمبر 2019 على موقع واي باك مشين..
- Cogan, Chales: Oldest Allies, Guarded Friends: The United States and France Since 1940, 1994.
- Gordon, B.: Historical Dictionary of World War Two France: The Occupation, Vichy and the Resistance, 1938–1946, Westport (Conn.) 1998.
- Hurstfield, Julian G.: America and the French Nation, 1939–1945, 1986. online نسخة محفوظة 9 يوليو 2019 على موقع واي باك مشين.؛ replaces Langer's 1947 study of FDR and Vichy France.
- Hytier, Adrienne Doris: Two years of French foreign policy: Vichy, 1940-1942, Greenwood Press, 1974.
- Jackson, Julian: France: The Dark Years, 1940-1944 (2003) excerpt and text search؛ online edition[وصلة مكسورة].
- Langer, William: Our Vichy gamble, 1947.
- Larkin, Maurice: France since the Popular Front: Government and People 1936-1996, Oxford University Press 1997. (ردمك 0-19-873151-5).
- Melton, George E.: Darlan: Admiral and Statesman of France, 1881–1942, Praeger, 1998. (ردمك 0-275-95973-2).
- Néré, Jacques: The foreign policy of France from 1914 to 1945, Island Press, 2001.
- Nord, Philip: France's New Deal: From the Thirties to the Postwar Era, Princeton University Press 2010.
- Paxton, Robert O.:  Vichy France: Old Guard and New Order, 1940-1944, 2nd ed. 2001. Excerpt and text search.
- Rossi, Mario: "United States Military Authorities and Free France, 1942-1944." Journal of Military History (1997) 61#1 pp: 49-64.
- Smith, Colin: England's Last War Against France: Fighting Vichy, 1940–1942, London: Weidenfeld, 2009. (ردمك 978-0-297-85218-6)
- Thomas, Martin: The French Empire at War, 1940–45, Manchester University Press, 1998, paperback edition: 2007.
- Thomas, R. T.: Britain and Vichy: The Dilemma of Anglo-French Relations, 1940-42, Macmillan, 1979.
- Zamir, Meir: "De Gaulle and the question of Syria and Lebanon during the Second World War: Part I." Middle Eastern Studies 43.5 (2007): 675-708.